# 武政恭一郎
武政 恭一郎（たけまさ きょういちう、1868年8月24日（明治元年7月7日） - 没年不明）は、日本の実業家、素封家、地主。族籍は埼玉県平民。

## 経歴
埼玉県平民・武政伊三次の長男。埼玉県師範学校出身。漢学を修める。東京に遊学し、法学院に学び、諸大家の門に入り、大に得る所があり、帰郷して専ら家政を勤め、村内公共事業に尽力する。1911年、家督を相続する。
銀行会社の重役である。深谷銀行、東洋絹糸紡績、利根軌道、埼玉興業、本庄電気軌道、利根発電、東京電燈各取締役、利根発電監査役などをつとめた。
群馬県前橋市に瓦斯会社を創立し、専務となる。

## 人物
武政恭一郎について、1927年に刊行された『帝国信用録 第20版』には「職業・農、会社役員」、1929年に刊行された『日本紳士録 第33版』には「銀行員」とある。
埼玉県内屈指の財産家である。趣味は囲碁、歌道。埼玉県在籍で、住所は埼玉県大里郡榛沢村大字榛沢（現・深谷市）、東京府北豊島郡王子町下十条、上十条。

## 家族・親族
武政家
家系について、『昭和人事総覧』によると「榛沢は畠山重忠の老臣榛沢六郎が生れた土地で、武政家も恐らくその当時から此の地方に居住されたことであろう。その後徳川時代に入り、同地方が旗本の采地となるに及び、金御用達を命ぜられたこともあり、その後三代に亘り名主を勤役したこともある」という。
- 父・伊三次[12]（埼玉平民[1][5]、深谷銀行取締役[13]）
- 継母・かね（1852年 - ?、埼玉、笠間縫の伯母）[1][4]
- 妻・やゐ（1875年 - ?、埼玉、須田秀實の三女）[1][4]
- 二男・俊次[4][5][11]（1894年 - ?）
  - 同妻・隆子（1901年 - ?、栃木、矢口長右衛門の三女）[4][5]
- 三男・郁三[4]（1897年 - ?、資産家[8]、榛沢村長[14]）
- 二女・富貴（1899年 - ?、埼玉、長島作左衛門の妻）[3]
- 孫[8]

親戚
- 妻の姉の夫・田島竹之助[8]（貴族院議員）
- 二男の妻の叔父・高松長三[3]（衆議院議員）
- 二男の妻の妹の夫・田中源太郎[3]（埼玉県多額納税者、酒造業、貴族院議員田中源太郎の長男）
- 二男の妻の父・矢口長右衛門（貴族院議員）[8]